# Saša Brezovnik
Saša Brezovnik (ur. 4 maja 1995) – słoweńska narciarka alpejska, dwukrotna medalistka mistrzostw świata juniorów.

## Kariera
Po raz pierwszy na arenie międzynarodowej Saša Brezovnik pojawiła się 25 listopada 2010 roku w Livigno, gdzie w zawodach juniorskich zajęła ósme miejsce w slalomie. W styczniu 2012 roku wystartowała na igrzyskach olimpijskich młodzieży w Innsbrucku, zajmując między innymi dziewiąte miejsce w slalomie i dziesiąte w gigancie. Rok później wystartowała na olimpijskim festiwalu młodzieży Europy w Braszowie, zdobywając brązowy medal w slalomie. W 2014 roku wzięła udział w mistrzostwach świata juniorów w Jasnej, gdzie jej najlepszym wynikiem było 21. miejsce w slalomie. Jeszcze dwukrotnie startowała na imprezach tego cyklu, najlepszy indywidualny wynik osiągając podczas mistrzostw świata juniorów w Soczi w 2016 roku, gdzie zajęła trzecie miejsce w superkombinacji, a w zawodach drużynowych zdobyła złoty medal.
W zawodach Pucharu Świata zadebiutowała 2 lutego 2014 roku w Kranjskiej Gorze, gdzie nie ukończyła pierwszego przejazdu slalomu. Jak dotąd nie zdobyła pucharowych punktów. Nie startowała też na mistrzostwach świata ani igrzyskach olimpijskich.

## Osiągnięcia

### Mistrzostwa świata juniorów
| Miejsce | Dzień     | Rok  | Miejscowość | Konkurencja     | Czas biegu  | Strata  | Zwyciężczyni        |
| ------- | --------- | ---- | ----------- | --------------- | ----------- | ------- | ------------------- |
| DNF1    | 27 lutego | 2014 | Jasná       | Gigant          | 1:52,86 min | -       | Marta Bassino       |
| 21.     | 28 lutego | 2014 | Jasná       | Slalom          | 1:36,09 min | +4,97 s | Petra Vlhová        |
| 35.     | 3 marca   | 2014 | Jasná       | Supergigant     | 1:14,71 min | +2,40 s | Corinne Suter       |
| 29.     | 3 marca   | 2014 | Jasná       | Superkombinacja | 2:11,34 min | +4,82 s | Elisabeth Kappauer  |
| 39.     | 5 marca   | 2014 | Jasná       | Zjazd           | 1:24,19 min | +4,12 s | Corinne Suter       |
| 1.      | 7 marca   | 2015 | Hafjell     | Gigant          | 2:25,14 min | +9,20 s | Nina Ortlieb        |
| 9.      | 9 marca   | 2015 | Hafjell     | Slalom          | 1:43,54 min | +1,54 s | Paula Moltzan       |
| 40.     | 10 marca  | 2015 | Hafjell     | Supergigant     | 1:23,81 min | +3,66 s | Federica Sosio      |
| 26.     | 10 marca  | 2015 | Hafjell     | Superkombinacja | 2:08,54 min | +4,86 s | Rahel Kopp          |
| 39.     | 10 marca  | 2015 | Hafjell     | Zjazd           | 1:32,58 min | +4,32 s | Mina Fürst Holtmann |
| 28.     | 27 lutego | 2016 | Soczi       | Zjazd           | 1:13,95 min | +2,90 s | Valérie Grenier     |
| 21.     | 29 lutego | 2016 | Soczi       | Supergigant     | 1:10,48 min | +2,71 s | Nina Ortlieb        |
| 3.      | 1 marca   | 2016 | Soczi       | Superkombinacja | 1:59,32 min | +1,33 s | Aline Danioth       |
| DNF2    | 2 marca   | 2016 | Soczi       | Gigant          | 2:12,39 min | -       | Jasmina Suter       |
| 1.      | 4 marca   | 2016 | Soczi       | Drużynowo       | ?           | -       | -                   |
| 13.     | 5 marca   | 2016 | Soczi       | Slalom          | 1:37,41 min | +5,71 s | Elisabeth Willibald |

### Igrzyska olimpijskie młodzieży
| Miejsce | Dzień       | Rok  | Miejscowość | Konkurencja     | Czas biegu  | Strata  | Zwyciężczyni         |
| ------- | ----------- | ---- | ----------- | --------------- | ----------- | ------- | -------------------- |
| DNF     | 14 stycznia | 2012 | Innsbruck   | Supergigant     | 1:05,78 min | -       | Estelle Alphand      |
| 11.     | 15 stycznia | 2012 | Innsbruck   | Superkombinacja | 1:40,82 min | +2,66 s | Magdalena Fjällström |
| 10.     | 18 stycznia | 2012 | Innsbruck   | Gigant          | 1:56,13 min | +3,04 s | Clara Direz          |
| 9.      | 20 stycznia | 2012 | Innsbruck   | Slalom          | 1:19,76 min | +6,29 s | Petra Vlhová         |

### Puchar Świata

#### Miejsca w klasyfikacji generalnej
- sezon 2013/2014: -
- sezon 2014/2015: -
- sezon 2015/2016:

#### Miejsca na podium w zawodach
Brezovnik nie stawała na podium zawodów PŚ.